# Steninonereis
Steninonereis är ett släkte av ringmaskar. Steninonereis ingår i familjen Nereididae.
Kladogram enligt Catalogue of Life:
| Steninonereis | \| \| Steninonereis martini \| \| \| \| \| \| Steninonereis tecolutlensis \| \| \| \| |
|               | \| \| Steninonereis martini \| \| \| \| \| \| Steninonereis tecolutlensis \| \| \| \| |
|               | Steninonereis martini                                                                 |
|               |                                                                                       |
|               | Steninonereis tecolutlensis                                                           |
|               |                                                                                       |